# Livia Leonte
Livia Leonte, cunoscută și sub numele de Livia Tieanu, (n. 4 august 1965, București, România) este o fostă canotoare română.

## Carieră
Sportiva a fost legitimată la Olimpia și Dinamo București și a obținut opt titluri naționale. În anii 1985 și 1986 a obținut locul al treilea la Campionatele Mondiale în proba de 8+1. La Campionatul Mondial de la Copenhaga din 1987 a cucerit medalia de aur.
În anul 1988 a participat la Jocurile Olimpice de la Seul. A fost componentă a 
echipei de 8+1, câștigând seria și calificându-se direct în finală. Livia Leonte nu a participat în finală, dar a primit medalia de argint. Anul următor, sportiva a câștigat două medalii la Campionatele Mondiale de la Bled, aurul în proba de 8+1 rame și bronzul în proba de 4 rame.
Livia Leonte a fost distinsă cu titlul de Maestră emerită a sportului.